# Danh sách phụ nữ đoạt giải Nobel

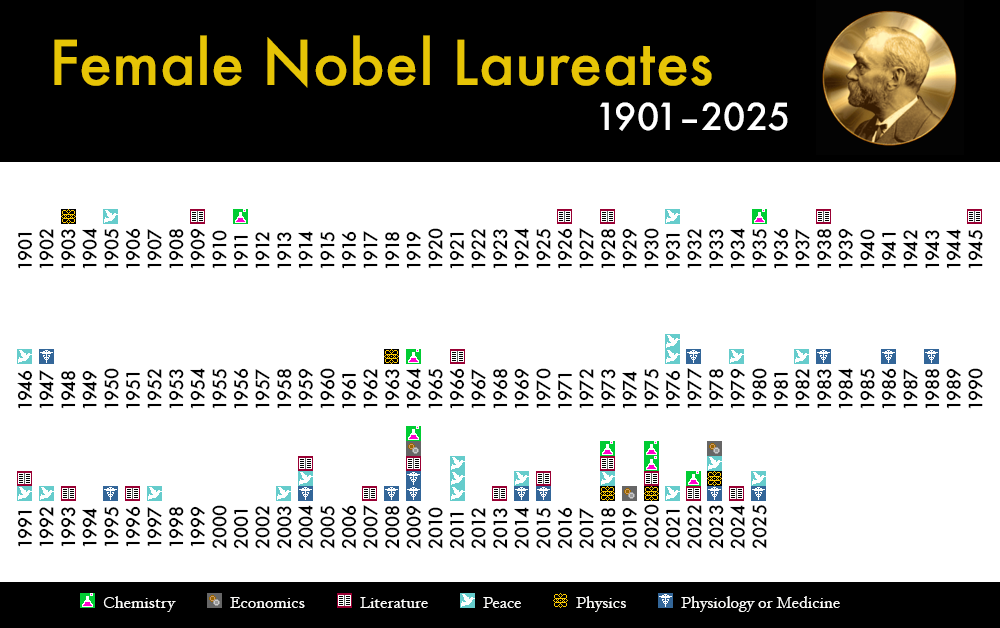
Biểu đồ cho thấy những lĩnh vực mà phụ nữ đoạt giải Nobel qua các năm (tính đến năm 2019)

Giải thưởng Nobel, hay Giải Nobel Thụy Điển, số ít: Nobelpriset, Na Uy: Nobelprisen), là một tập các giải thưởng quốc tế được tổ chức trao thưởng hằng năm kể từ năm 1901 cho những cá nhân đạt thành tựu trong lĩnh vực vật lý, hoá học, y học, văn học, kinh tế và hòa bình; đặc biệt là giải hoà bình có thể được trao cho tổ chức hay cho cá nhân. Vào năm 1969, Ngân hàng Thụy Điển đưa thêm vào một giải về lĩnh vực khoa học kinh tế, theo di chúc của nhà phát minh người Thụy Điển Alfred Nobel năm 1895.
Tính đến năm 2019, giải Nobel đã được trao cho 919 cá nhân và 24 tổ chức. Trong đó số cá nhân đoạt giải nobel là nữ giới là 53 (Marie Curie có 2 lần đoạt giải Nobel) tức khoảng 5% tổng số người đoạt giải. Người phụ nữ đầu tiên đoạt giải Nobel là Marie Curie, vào năm 1903 bà đoạt giải Nobel vật lý cùng với chồng mình là Pierre Curie và Henri Becquerel cho các nghiên cứu của họ về bức xạ. Bà cũng là người đầu tiên và là người phụ nữ duy nhất đoạt 2 giải Nobel; khi bà giành được giải Nobel hóa học vào 8 năm sau(1911). Con gái của Marie, Irène Joliot-Curie, đã đoạt giải Nobel Hóa học vào năm 1935, giúp họ thành cặp mẹ-con duy nhất cùng đoạt giải Nobel.
Trong tổng số những người phụ nữ đã đoạt giải thì có 17 người đã đoạt giải Nobel Hòa bình, 15 người đã đoạt giải Nobel Văn học, 12 người đã đoạt giải Nobel Sinh lý học hoặc Y học, 5 người đã đoạt giải Nobel Hóa học, 3 người đã đoạt giải Nobel Vật lý và 2 người đã đoạt giải Nobel Kinh tế.
Năm 2009 là năm có số lượng nhiều phụ nữ đoạt giải Nobel nhất(với 5 người chia đều trong 4 lĩnh vực).

## Người đoạt giải
| Năm  | Chân dung        | Người đoạt giải                                                             | Quốc gia         | Thể loại               | Ý kiến |
| ---- | ---------------- | --------------------------------------------------------------------------- | ---------------- | ---------------------- | --- |
| 1903 |                  | Marie Skłodowska Curie (cùng với Pierre Curie và Henri Becquerel)           | Ba Lan và Pháp   | Vật lý                 | "cho những nghiên cứu chung của họ về hiện tượng phóng xạ được phát hiện bởi giáo sư Henri Becquerel" |
| 1905 |                  | Bertha von Suttner                                                          | Áo-Hung          | Hòa bình               | chủ tịch danh dự của Phòng Hòa bình Quốc tế, Bern, Thụy Sĩ; Tác giả của Lay Down Your Arms. |
| 1909 |                  | Selma Lagerlöf                                                              | Thụy Điển        | Văn học                | "sự đánh giá cho lý tưởng cao cả, trí tưởng tượng sinh động và nhận thức về tâm linh mà đặc trưng trong các tác phẩm của bà" |
| 1911 |                  | Marie Skłodowska Curie                                                      | Ba Lan và Pháp   | Hóa học                | "cho công trình khám phá ra hai nguyên tố hóa học radi và poloni" |
| 1926 |                  | Grazia Deledda                                                              | Ý                | Văn học                | "cho những tác phẩm đầy cảm hứng lý tưởng cùng với tạo hình rõ nét đã hình dung cuộc sống trên hòn đảo quê hương bà với chiều sâu và sự cảm thông để đối phó với những vấn đề chung của nhân loại "                                               |
| 1928 |                  | Sigrid Undset                                                               | Na Uy            | Văn học                | "chủ yếu cho những mô tả ảnh hưởng của bà về cuộc sống ở Bắc Âu thời trung cổ" |
| 1931 |                  | Jane Addams (cùng với Nicholas Murray Butler)                               | Hoa Kỳ           | Hòa bình               | Nhà xã hội học; chủ tịch quốc tế, Liên đoàn Phụ nữ Quốc tế vì Hòa bình và Tự do. |
| 1935 |                  | Irène Joliot-Curie (cùng với Frédéric Joliot-Curie)                         | Pháp             | Hóa học                | "cho sự tổng hợp các nguyên tố phóng xạ mới" |
| 1938 |                  | Pearl S. Buck                                                               | Hoa Kỳ           | Văn học                | "cho những bản sử thi chân thực và phong phú về cuộc sống nông thôn ở Trung Quốc và những kiệt tác tự truyện của bà" |
| 1945 |                  | Gabriela Mistral                                                            | Chile            | Văn học                | "cho những bài thơ trữ tình được lấy cảm hứng từ những cảm xúc mạnh liệt, đã làm cho tên tuổi của bà trở thành một biểu tượng cho những khát vọng lý tưởng của toàn bộ Mỹ latinh                                                                  |
| 1946 |                  | Emily Greene Balch (cùng với John Raleigh Mott)                             | Hoa Kỳ           | Hòa bình               | Cựu giáo sư lịch sử và xã hội học; Chủ tịch quốc tế danh dự của Hiệp hội phụ nữ quốc tế vì hòa bình và tự do. |
| 1947 |                  | Gerty Theresa Cori (cùng với Carl Ferdinand Cori và Bernardo Houssay)       | Hoa Kỳ           | Sinh lý hoặc Y học     | "cho những phát hiện của họ về quá trình chuyển đổi xúc tác của glycogen" |
| 1963 |                  | Maria Goeppert-Mayer (cùng với J. Hans D. Jensen và Eugene Wigner)          | Hoa Kỳ           | Vật lý                 | "cho những khám phá của họ liên quan đến cấu trúc hạt nhân dạng lớp" |
| 1964 |                  | Dorothy Crowfoot Hodgkin                                                    | Anh              | Hóa học                | "cho các xác định của bà về công thức cấu tạo của các chất sinh hóa quan trọng bằng kĩ thuật X quang" |
| 1966 |                  | Nelly Sachs (cùng với Samuel Agnon)                                         | Thụy Điển và Đức | Văn học                | "cho lối viết trữ tình và kịch tích xuất chúng của bà, giải thích số phận của Israel với sức mạnh lay động " |
| 1976 |                  | Betty Williams                                                              | Anh              | Hòa bình               | Người sáng lập Phong trào Hòa bình Bắc Ireland (sau đổi tên thành Hội Nhân dân Hòa bình) |
| 1976 | Mairead Corrigan |                                                                             | Anh              | Hòa bình               | Người sáng lập Phong trào Hòa bình Bắc Ireland (sau đổi tên thành Hội Nhân dân Hòa bình) |
| 1977 |                  | Rosalyn Sussman Yalow (cùng với Roger Guillemin và Andrew Schally)          | Hoa Kỳ           | Sinh lý học hoặc Y học | "cho sự phát triển Kỹ thuật miễn dịch phóng xạ của hormone peptides" |
| 1979 |                  | Mẹ Têrêsa                                                                   | Ấn Độ và Nam Tư  | Hòa bình               | Lãnh đạo của Dòng Thừa sai Bác Ái, Calcutta. |
| 1982 |                  | Alva Myrdal (cùng với Alfonso García Robles)                                | Thụy Điển        | Hòa bình               | Cựu bộ trường nội các; Nhà ngoại giao; Nhà văn. |
| 1983 |                  | Barbara McClintock                                                          | Hoa Kỳ           | Sinh lý học hoặc Y học | "cho những khám phá của bà về gen nhảy" |
| 1986 |                  | Rita Levi-Montalcini (cùng với Stanley Cohen)                               | Ý và Hoa Kỳ      | Sinh lý học hoặc Y học | "cho những khám phá của họ về Yếu tố tăng trưởng" |
| 1988 |                  | Gertrude B. Elion (cùng với James W. Black và George H. Hitchings)          | Hoa Kỳ           | Sinh lý học hoặc Y học | "cho những khám phá của họ về các nguyên tắc quan trọng trong việc dùng thuốc điều trị bệnh" |
| 1991 |                  | Nadine Gordimer                                                             | Nam Phi          | Văn học                | "người mà qua ngòi bút sử thi hào hoa của bà đã - qua lời của Alfred Nobel - mang đến lợi ích to lớn cho nhân loại" |
| 1991 |                  | Aung San Suu Kyi                                                            | Myanmar          | Hòa bình               | "cho cuộc đấu tranh bất bạo động của bà cho dân chủ và nhân quyền" |
| 1992 |                  | Rigoberta Menchú                                                            | Guatemala        | Hòa bình               | "công nhận những việc làm của bà cho công bằng xã hội và hòa giải văn hóa dân tộc dựa trên sự tôn trọng vào quyền lợi của những người bản địa" |
| 1993 |                  | Toni Morrison                                                               | Hoa Kỳ           | Văn học                | "người mà qua những tiểu thuyết đặc trưng bởi sức mạnh mơ mộng và giá trị nên thơ, đã mang lại sức sống cho một khía cạnh thiết yếu của thực tại Mỹ"                                                                                              |
| 1995 |                  | Christiane Nüsslein-Volhard (cùng với Edward B. Lewis và Eric F. Wieschaus) | Đức              | Sinh lý học hoặc Y học | "cho những nghiên cứu của họ về sự kiểm soát di truyền trong quá trình hình thành phôi thai" |
| 1996 |                  | Wisława Szymborska                                                          | Ba Lan           | Văn học                | "cho những tác phẩm thơ tái hiện chân thực một thế giới trong đó cái thiện và cái ác đan xen, giành giật nhau chỗ đứng cả lẫn trong tư duy và hành động của con người"                                                                            |
| 1997 |                  | Jody Williams (cùng với Tổ chức Quốc tế Cấm mìn)                            | Hoa Kỳ           | Hòa bình               | "cho những việc làm của họ trong việc cấm và dọn dẹp các bãi Mìn chống người |
| 2003 |                  | Shirin Ebadi                                                                | Iran             | Hòa bình               | "vì những nỗ lực của bà cho dân chủ và nhân quyền. Bà đã có sự tập trung đặc biệt cho cuộc đấu tranh vì quyền lợi của phụ nữ và trẻ em" |
| 2004 |                  | Elfriede Jelinek                                                            | Úc               | Văn học                | "cho dòng chảy âm nhạc của những giọng nói và những lời phản biện trong các tiểu thuyết và vở kịch mà cùng với sự say mê ngôn ngữ phi phường của bà đã phơi bày sự vô lý của những lời sáo rỗng của xã hội và thứ quyền lực chinh phục của chúng" |
| 2004 |                  | Wangari Maathai                                                             | Kenya            | Hòa bình               | "cho những đóng góp của bà đến sự phát triển bền vững, dân chủ và hòa bình" |
| 2004 |                  | Linda B. Buck (cùng với Richard Axel)                                       | Hoa Kỳ           | Sinh lý hoặc y học     | "cho công trình nghiên cứu cơ quan thụ cảm khứu giác và các gen kiểm soát khứu giác trong động vật có vú" |
| 2007 |                  | Doris Lessing                                                               | Anh              | Văn học                | "nhà sử thi của kinh nghiệm phụ nữ, người mà với thái độ hoài nghi, ngọn lửa và sức mạnh hảo huyền đã chinh phục một nền văn minh bị chia rẽ một cách tỉ mĩ"                                                                                      |
| 2008 |                  | Françoise Barré-Sinoussi (cùng với Harald zur Hausen và Luc Montagnier)     | Pháp             | Sinh lý học hoặc Y học | "cho công trình khám phá ra HIV" |
| 2009 |                  | Elizabeth Blackburn (cùng với Jack W. Szostak)                              | Úc và Hoa Kỳ     | Sinh lý hoặc Y học     | "khám phá ra telomerase, enzym cung cấp cho telomere" |
| 2009 |                  | Carol W. Greider (cùng với Jack W. Szostak)                                 | Hoa Kỳ           | Sinh lý hoặc Y học     | "khám phá ra telomerase, enzym cung cấp cho telomere" |
| 2009 |                  | Ada E. Yonath (cùng với Venkatraman Ramakrishnan và Thomas A. Steitz)       | Israel           | Hóa học                | "cho những nghiên cứu về cấu trúc và chức năng của ribosome" |
| 2009 |                  | Herta Müller                                                                | Đức và România   | Văn học                | "người, cùng với sự tập trung trong thơ ca và thẳng thắng trong văn xuôi, đã miêu tả phong cảnh của mảnh đất bị tước quyền sở hữu" |
| 2009 |                  | Elinor Ostrom (cùng với Oliver E. Williamson)                               | Hoa Kỳ           | Kinh tế                | "cho những đóng góp quyết định của họ trong lý luận về quản lý nguồn lực chung" |
| 2011 |                  | Ellen Johnson Sirleaf                                                       | Liberia          | Hòa bình               | "cho cuộc đấu tranh bất bạo động của họ cho an toàn của phụ nữ và quyền của phụ nữ để được tham gia đầy đủ vào công tác xây dựng hòa bình" |
| 2011 | Leymah Gbowee    |                                                                             | Liberia          | Hòa bình               | "cho cuộc đấu tranh bất bạo động của họ cho an toàn của phụ nữ và quyền của phụ nữ để được tham gia đầy đủ vào công tác xây dựng hòa bình" |
| 2011 |                  | Tawakkul Karman                                                             | Yemen            | Hòa bình               | "cho cuộc đấu tranh bất bạo động của họ cho an toàn của phụ nữ và quyền của phụ nữ để được tham gia đầy đủ vào công tác xây dựng hòa bình" |
| 2013 |                  | Alice Munro                                                                 | Canada           | Văn học                | "bậc thầy về truyện ngắn hiện đại" |
| 2014 |                  | May-Britt Moser (cùng với Edvard Moser và John O'Keefe)                     | Na Uy            | Sinh lý học hoặc Y học | "cho các khám phá của họ về các tế bào tạo thành hệ thống định vị trong não" |
| 2014 |                  | Malala Yousafzai (cùng với Kailash Satyarthi)                               | Pakistan         | Hòa bình               | "cho cuộc đấu tranh của họ chống lại sự đàn áp trẻ em và thanh thiếu niên và quyền được học hành của tất cả trẻ em". |
| 2015 |                  | Đồ U U (cùng với William C. Campbell và Satoshi Ōmura)                      | Trung Quốc       | Sinh lý học hoặc Y học | "cho những khám phá của bà liên quan đến liệu pháp mới chống lại bệnh sốt rét(artemisinin)" |
| 2015 |                  | Svetlana Alexievich                                                         | Belarus          | Văn học                | "cho những tác phẩm phức điệu của bà, một tượng đài tưởng niệm sự thống khổ và lòng can đảm trong thời đại của chúng ta" |
| 2018 |                  | Donna Strickland (cùng với Gérard Mourou và Arthur Ashkin)                  | Canada           | Vật lý                 | "Cho những phát minh đột phá trong lĩnh vực vật lý laser" |
| 2018 |                  | Frances Arnold (cùng với Gregory Winter và George Smith)                    | Hoa Kỳ           | Hóa học                | "Cho việc kiểm soát quá trình tiến hóa trực tiếp đầu tiên của các enzymes" |
| 2018 |                  | Nadia Murad (cùng với Denis Mukwege)                                        | Iraq             | Hòa bình               | "cho những nỗ lực của họ trong việc chấm dứt nạn sử dụng bạo lực tình dục như một vũ khí trong chiến tranh và xung đột vũ trang" |
| 2018 |                  | Olga Tokarczuk                                                              | Ba Lan           | Văn học                | "cho lối kể chuyện giàu sức tưởng tượng, cùng niềm đam mê kiến thức to lớn vượt qua các biên giới như một hình thức của cuộc sống" |
| 2019 |                  | Esther Duflo (cùng với Abhijit Banerjee và Michael Kremer)                  | Pháp và Hoa Kỳ   | Kinh tế                | "cho phương pháp tiếp cận thực nghiệm của họ nhằm giảm nghèo trên toàn cầu" |
| 2020 |                  | Andrea M. Ghez (cùng với Reinhard Genzel và Roger Penrose)                  | Hoa Kỳ           | Vật lý                 | "cho sự khám phá ra vật thể vô hình siêu nặng ở trung tâm dãy ngân hà của chúng ta " |
| 2020 |                  | Emmanuelle Charpentier (cùng với Jennifer Doudna)                           | Pháp             | Hóa học                | "cho sự phát triển một phương pháp chỉnh sửa bộ gen" |
| 2020 |                  | Jennifer Doudna (cùng với Emmanuelle Charpentier)                           | Hoa Kỳ           | Hóa học                | "cho sự phát triển một phương pháp chỉnh sửa bộ gen" |
| 2020 |                  | Louise Glück                                                                | Hoa Kỳ           | Văn học                | "cho giọng thơ không thể nhầm lẫn được cùa bà mà cùng với vẻ đẹp khắc khổ làm cho sự tồn tại cá nhân trở nên bao phủ" |